# Ełka Bakałowa
Ełka Bakałowa, bułg. Елка Бакалова (ur. 8 grudnia 1938) – bułgarska historyk sztuki, bizantynolog.  

## Życiorys
Jest absolwentką filologii rosyjskiej i historii sztuki na Moskiewskim  Uniwersytecie Państwowym. Pracuje w Instytucie Historii Sztuki przy Bułgarskiej Akademii Nauk oraz w Nowym Uniwersytecie Bułgarskim. Jest członkiem korespondentem Bułgarskiej Akademii Nauk. Zajmuje się historią sztuki bizantyńskiej i bułgarskiej. 

## Wybrane publikacje
- Стенописите на църквата при с. Беренде., Български художник, Sofia 1976.
- Бачковска костница. Български Художник, Sofia 1977.
- Trésors d'art médiéval bulgare VII - XVI siècle xposition]. Catalogue, Bern 1988. ISBN 3-7165-0611-7.
- (współautor: Todor Krestew), Les monastères orthodoxes dans les Balkans. Étude thématique, Paris 1993.
- The ossuary of the Bachkovo monastery, Plowdiw 2003. ISBN 954-8336-86-3.

## Publikacje w języku polskim
- Siedmiu Świętych Mężów w sztukach pięknych [w:] Uczniowie Apostołów Słowian siedmiu Świętych Mężów, oprac. Małgorzata Skowronek, Georgi Minczew, Kraków: Collegium Columbinum 2010, seria: Biblioteka Duchowości Europejskiej nr 4. ISBN 978-83-7624-037-4.